# Raffaele Longo
Raffaele Longo (Napoli, 6 settembre 1977) è un allenatore di calcio ed ex calciatore italiano, di ruolo centrocampista, vice allenatore del Sassuolo.

## Carriera

### Club
Cresciuto nelle giovanili del Napoli, fa il suo esordio con il tecnico Vujadin Boškov nella stagione 1994-1995, precisamente il 7 maggio 1995, quando entra al 78' al posto di Roberto Bordin. In quell'anno colleziona 2 presenze. I due anni successivi colleziona rispettivamente 12 e 14 presenze, sempre al Napoli, senza segnare alcun gol. Nel 1997-1998 ottiene 29 presenze.
Nel 1998, dopo la retrocessione in B della sua squadra, passa al Parma, dove rimane fino al 2000 senza trovare molto spazio. Nel 2000-2001 va in prestito al Vicenza.
Nel 2001 passa alla Roma di Franco Sensi, allora patron anche del Palermo, squadra a cui viene ceduto in prestito nell'ultimo giorno di calciomercato. Colleziona 8 presenze in una stagione caratterizzata da una rottura del ginocchio.
Nel 2002 ricomincia, da titolare, in Serie C2 con la rinata Florentia Viola dove segna anche due gol. L'anno dopo firma per la Salernitana dove passa un biennio in Serie B, segnando 6 gol in 70 presenze complessive in campionato. Nel 2005-2006 al Torino continua il periodo in Serie B, segnando 4 gol in 26 presenze.
Nel 2006, da agosto a gennaio, rimane al Genoa, per poi completare la stagione al Modena, dove rimarrà fino al 2008-2009: complessivamente, col Modena, gioca 57 partite e mette a segno 12 gol in due stagioni e mezzo. Gioca la sua ultima partita il 9 maggio 2009, subentrando all'85' a Catellani.
La stagione 2010-2011 va al Benevento in Lega Pro Prima Divisione dove non scende mai in campo.

### Allenatore
Nel 2011, smesso di giocare, entra nello staff tecnico di Cristiano Bergodi e con lui lavora prima al Modena e poi al Brescia.
Nel 2017 viene assunto dal Bari coe tecnico della formazione Under 17.
L'anno successivo entra nel corpo tecnico del Padova dove lavora sia nel settore giovanile che nello staff della prima squadra. Il 21 febbraio 2022, diventa allenatore ad interim per una partita dopo l'esonero di Pavanel. Il 24 febbraio seguente torna nel ruolo di collaboratore tecnico.. Nella stagione 2022-2023 viene promosso vice allenatore di Caneo e confermato come vice di Torrente subentrato il 12 dicembre 2022.
Diventa vice-allenatore dell'Olympique Lione il 18/09/2023

### Nazionale
Gioca in tutte le Nazionali minori senza mai esordire nella Nazionale maggiore. È medaglia d'oro ai Giochi del Mediterraneo di Bari nel 1997 e medaglia d'argento agli europei Under-19 in Grecia nel 1995.

## Statistiche

### Presenze e reti nei club
| Stagione           | Squadra            | Campionato         | Campionato | Campionato | Coppe nazionali | Coppe nazionali | Coppe nazionali | Coppe continentali | Coppe continentali | Coppe continentali | Altre coppe | Altre coppe | Altre coppe | Totale   | Totale |
| Stagione           | Squadra            | Comp               | Presenze   | Reti       | Comp            | Presenze        | Reti            | Comp               | Presenze           | Reti               | Comp        | Presenze    | Reti        | Presenze | Reti   |
| ------------------ | ------------------ | ------------------ | ---------- | ---------- | --------------- | --------------- | --------------- | ------------------ | ------------------ | ------------------ | ----------- | ----------- | ----------- | -------- | ------ |
| 1994-1995          | Napoli             | A                  | 2          | 0          | CI              | 0               | 0               | -                  | -                  | -                  | -           | -           | -           | 2        | 0      |
| 1995-1996          | Napoli             | A                  | 12         | 0          | CI              | 0               | 0               | -                  | -                  | -                  | -           | -           | -           | 12       | 0      |
| 1996-1997          | Napoli             | A                  | 14         | 0          | CI              | 4               | 0               | -                  | -                  | -                  | -           | -           | -           | 18       | 0      |
| 1997-1998          | Napoli             | A                  | 29         | 0          | CI              | 4               | 0               | -                  | -                  | -                  | -           | -           | -           | 33       | 0      |
| Totale Napoli      | Totale Napoli      | Totale Napoli      | 57         | 0          |                 | 8               | 0               |                    | -                  | -                  |             | -           | -           | 65       | 0      |
| 1998-1999          | Parma              | A                  | 4          | 0          | CI              | 5               | 0               | CU                 | 3                  | 0                  | -           | -           | -           | 12       | 0      |
| 1999-2000          | Parma              | A                  | 9          | 0          | CI              | 1               | 0               | UCL+CU             | 0+2                | 0                  | SI          | 0           | 0           | 12       | 0      |
| Totale Parma       | Totale Parma       | Totale Parma       | 13         | 0          |                 | 6               | 0               |                    | 5                  | 0                  |             | 0           | 0           | 24       | 0      |
| 2000-2001          | L.R. Vicenza       | A                  | 10         | 0          | CI              | 1               | 0               | -                  | -                  |                    | -           | -           | -           | 11       | 0      |
| 2001-2002          | Palermo            | B                  | 8          | 0          | CI              | 1               | 1               | -                  | -                  | -                  | -           | -           | -           | 9        | 1      |
| 2002-2003          | Florentia Viola    | C2                 | 29         | 2          | CI-C            | 0               | 0               | -                  | -                  | -                  | -           | -           | -           | 29       | 2      |
| 2003-2004          | Salernitana        | B                  | 40         | 4          | CI              | 1               | 0               | -                  | -                  | -                  | -           | -           | -           | 41       | 4      |
| 2004-2005          | Salernitana        | B                  | 30         | 2          | CI              | 3               | 0               | -                  | -                  | -                  | -           | -           | -           | 33       | 2      |
| Totale Salernitana | Totale Salernitana | Totale Salernitana | 70         | 6          |                 | 4               | 0               |                    | -                  | -                  |             | -           | -           | 74       | 6      |
| 2005-2006          | Torino             | B                  | 22+4       | 4+0        | -               | -               | -               | -                  | -                  | -                  | -           | -           | -           | 26       | 4      |
| 2006-2007          | Genoa              | B                  | 11         | 1          | CI              | 4               | 0               | -                  | -                  | -                  | -           | -           | -           | 15       | 1      |
| gen.-giu. 2007     | Modena             | B                  | 11         | 3          | CI              | -               | -               | -                  | -                  | -                  | -           | -           | -           | 11       | 3      |
| 2007-2008          | Modena             | B                  | 27         | 7          | CI              | 0               | 0               | -                  | -                  | -                  | -           | -           | -           | 27       | 7      |
| 2008-2009          | Modena             | B                  | 19         | 2          | CI              | 0               | 0               | -                  | -                  | -                  | -           | -           | -           | 19       | 2      |
| Totale Modena      | Totale Modena      | Totale Modena      | 57         | 12         |                 | 0               | 0               |                    | -                  | -                  |             | -           | -           | 57       | 12     |
| 2010-2011          | Benevento          | LP1                | 0          | 0          | CI+CI-LP        | 0               | 0               | -                  | -                  | -                  | -           | -           | -           | 0        | 0      |
| Totale carriera    | Totale carriera    | Totale carriera    | 277+4      | 25         |                 | 24              | 1               |                    | 5                  | 0                  |             | 0           | 0           | 310      | 26     |

## Palmarès

### Club

#### Competizioni nazionali
- Coppa Italia: 1

Parma: 1998-1999
- Serie C2: 1

Florentia Viola: 2002-2003

#### Competizioni internazionali
- Coppa UEFA: 1

Parma: 1998-1999

### Nazionale
- Giochi del Mediterraneo: 1

 Bari 1997